# Vriesea bituminosa
Vriesea bituminosa är en gräsväxtart som beskrevs av Heinrich Wawra. Vriesea bituminosa ingår i släktet Vriesea och familjen Bromeliaceae. Inga underarter finns listade i Catalogue of Life.

## Bildgalleri

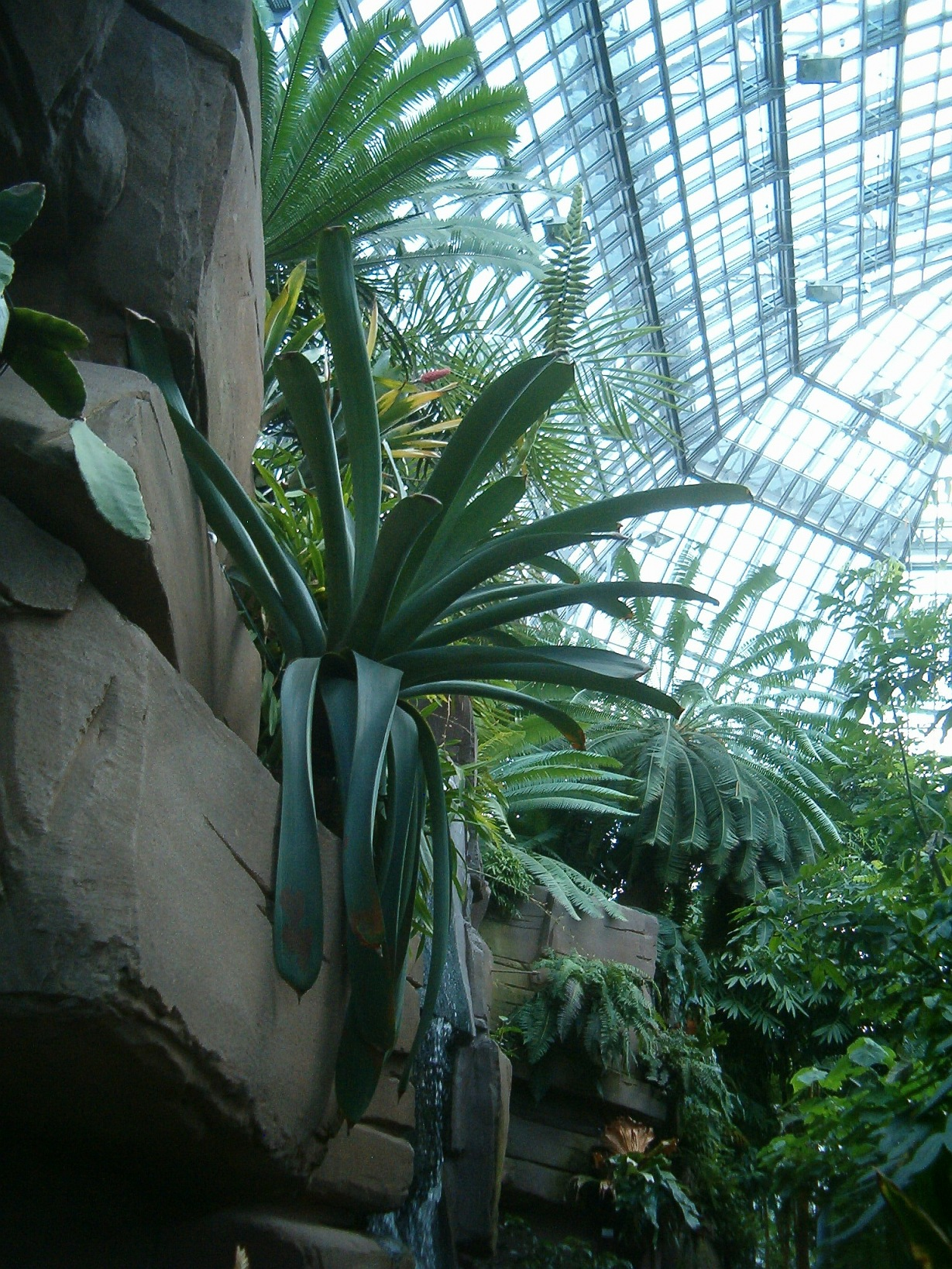
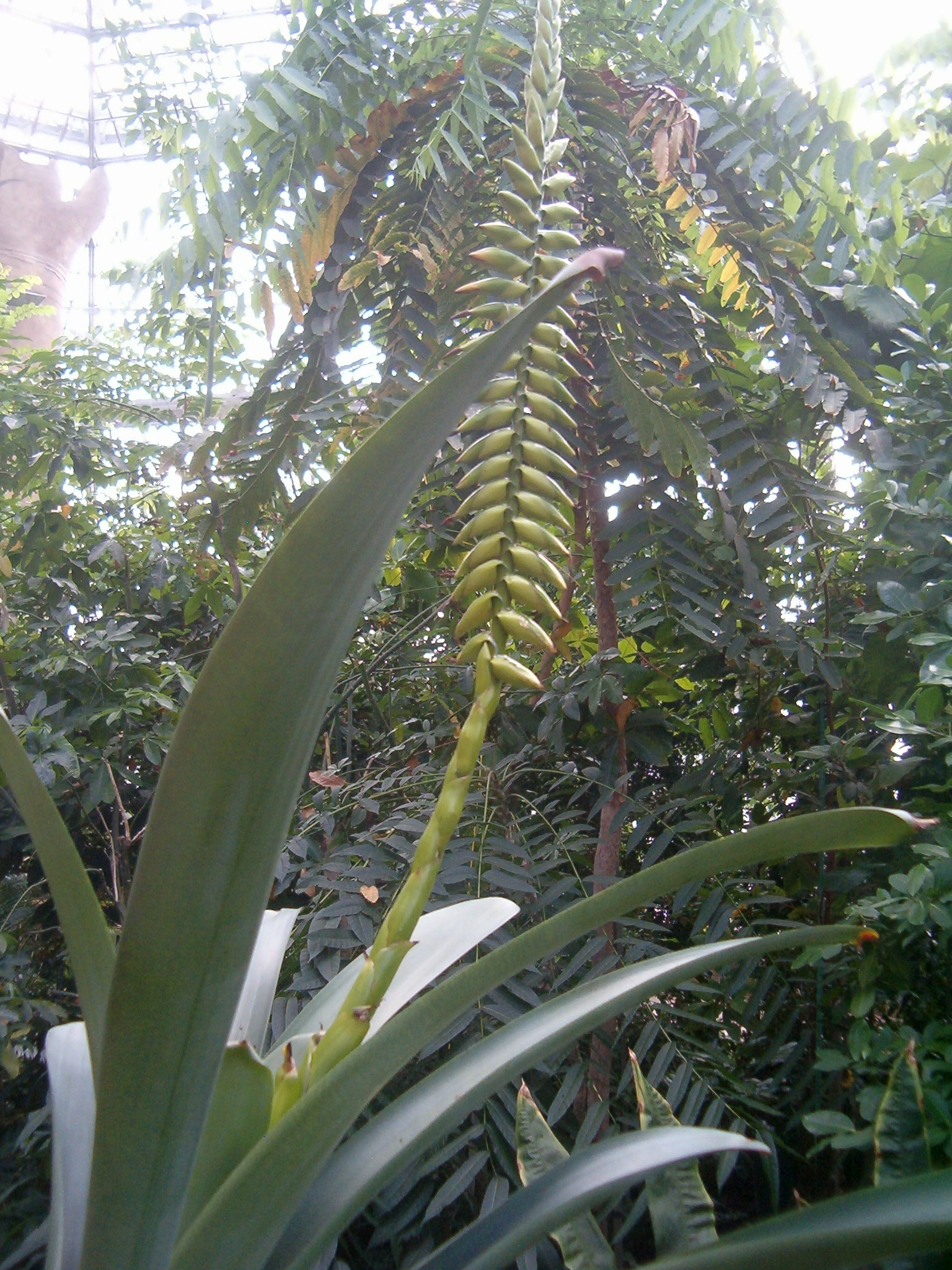
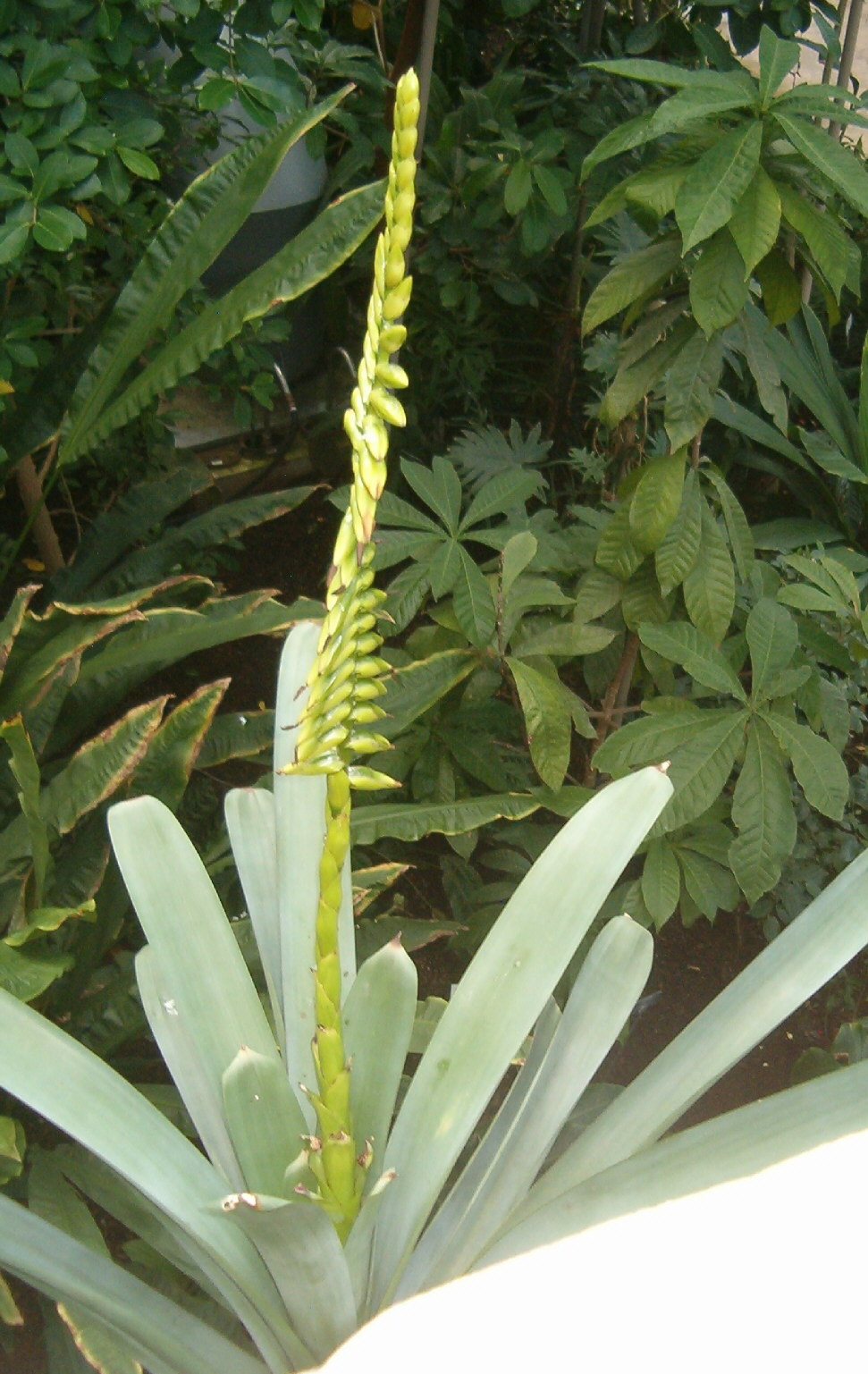
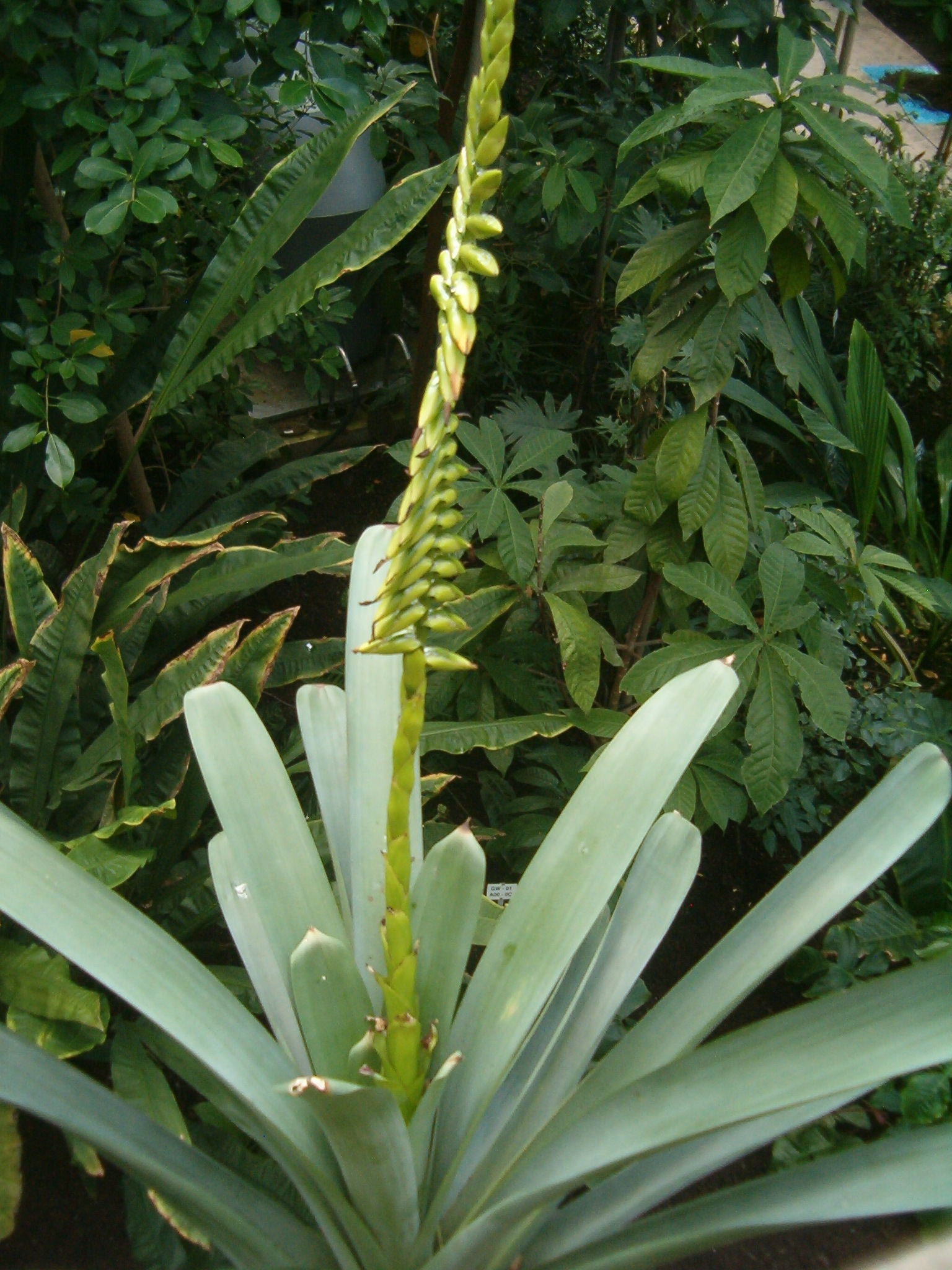